# Kalvermarkt

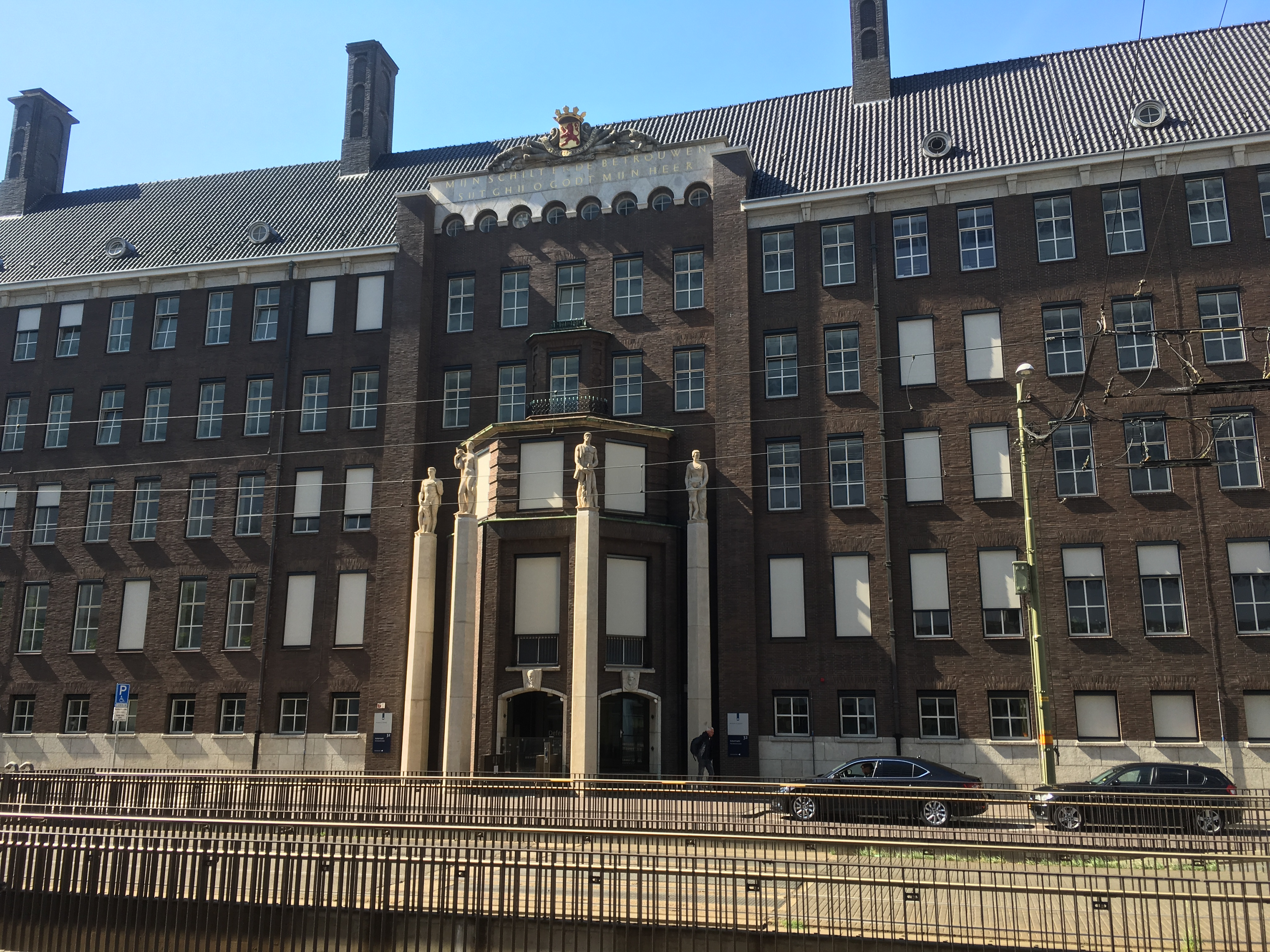
Het andere grote gebouw aan de Kalvermarkt: Ministerie van Defensie

De Kalvermarkt is een straat in Den Haag, tussen de Fluwelen Burgwal en het Spui. Vanaf de eerste Haagse bebouwingen op de veengronden liep de Kalvermarkt als doodlopend plein van de Wijnhaven richting Spui. In de jaren 1920 werd gedeeltelijk bebouwing afgebroken en ontstond de doorbraak naar het Spui.

## Etymologie
De naam is ontleend aan de markt in kalveren die van 1642 tot 1664 hier gehouden werd en toen naar de huidige Varkenmarkt verhuisde. Voor 1642 was hier een gracht. De naam werd in 1923 officieel vastgesteld voor een verlenging.

## Geschiedenis

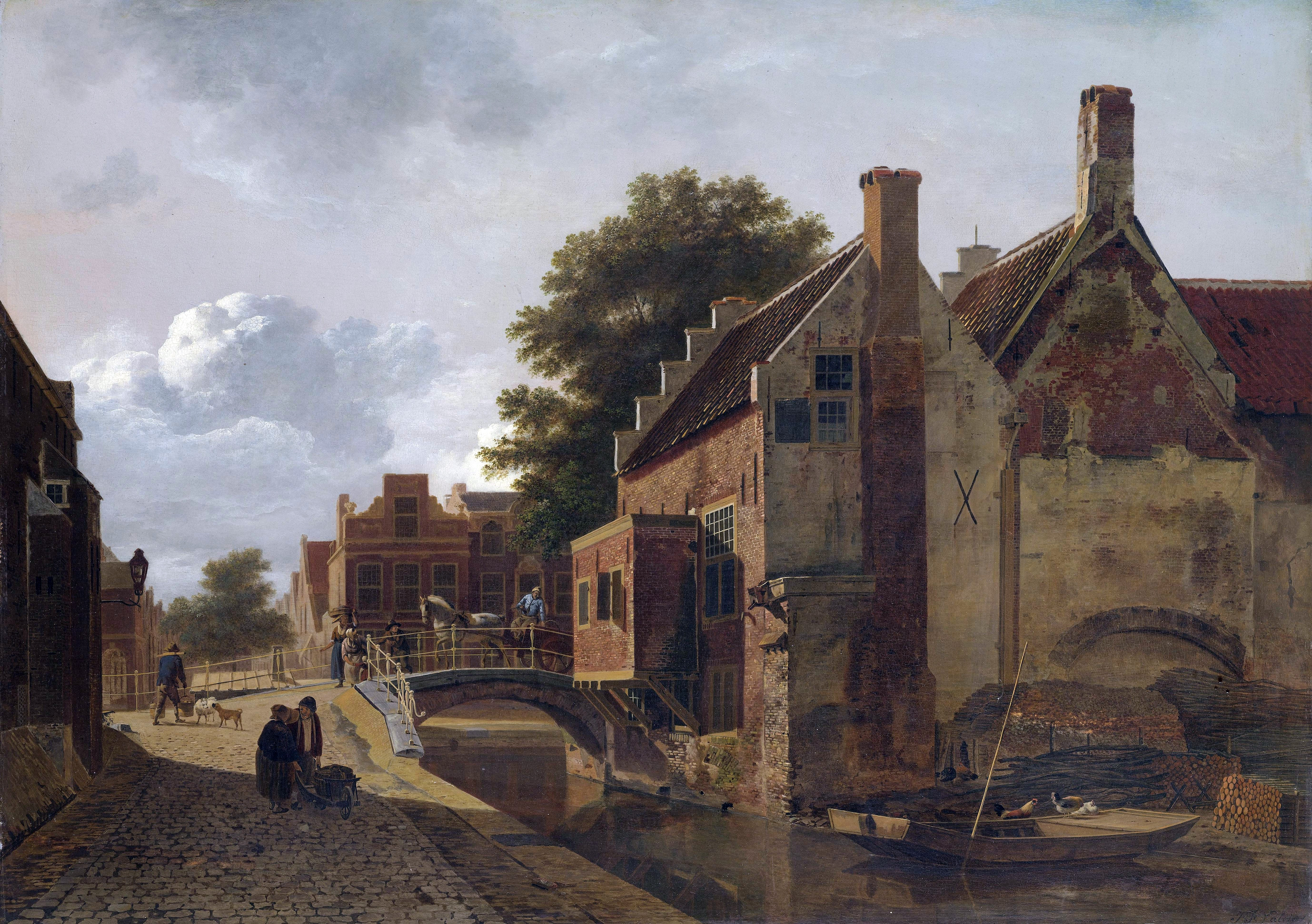
Omgeving Kalvermarkt met grachten, ± 1806, door Jean François Valois (Collectie Rijksmuseum)

Kalveren en andere runderen werden op de Kalvermarkt verhandeld. Deze werden per kar of schip (via de Nieuwe Haven of de Fluwelen Burgwal) aangevoerd. De Kalvermarkt was gedeeltelijk gracht, aangesloten op de Wijnhaven (na de demping Nieuwe Markt). Deze gracht ging door als slootje en liep dood op de Bagijnestraat. (Zie de kaart van Blaeu). Iedere diersoort had in Den Haag oorspronkelijk een ander handelscentrum. De namen Varkenmarkt, Lange en Korte Beestenmarkt en Riviervismarkt getuigen hiervan. De Kalvermarkt en omstreken stond bekend als een slechte buurt. Dicht erbij waren vele kroegen, louche hotels, enkele brouwerijen en floreerde de betaalde liefde. Op nr.9 was bordeel Madame Jeanne gevestigd.
Het Spui was slechts door twee kleine steegjes bereikbaar, enerzijds de Schapensteeg en aan de andere kant door de (Kleine) Bagijnestraat. Een deel van dit bochtige steegje bestaat nog als verbinding naar de Lange Poten. Pas nadat de gemeente Den Haag in 1911 een slachthuis in het industriegebied Laakhavens opende, verviel de functie van de koop en verkoop van runderen op de Kalvermarkt.

### Twintigste eeuw
In de jaren 1920 en 1930 zocht men naar een verbetering van de doorstroming van het verkeer. Tram- en particulier verkeer groeide en er werd besloten tot enkele verkeersdoorbraken. Dit resulteerde in – voor die tijd – enkele logisch rechtere en overzichtelijkere routes door het centrum. Een van de doorbraken was het aanleggen van de Grote Marktstraat. Deze kruiste het Spui en ging door als Kalvermarkt. Hiervoor werden vele huizen afgebroken en er ontstond een duidelijke noordoost naar zuidwest route door het Haagse centrum: Bezuidenhoutseweg – Herengracht – Fluwelen Burgwal – Kalvermarkt – Grote Marktstraat – Prinsegracht. De Kalvermarkt kreeg tramsporen waardoor het mogelijk werd de kronkelroute voor trams door de Lange Poten en over het Plein te verlaten. Tramlijn 6 ging als eerste via Grote Marktstraat en Kalvermarkt rijden, in 1926. In 1930 gingen lijn 4 en 13 ook over de Kalvermarkt rijden. In 1940 worden op Duits bevel de interlokale lijnen I-1, I-2 & I-3 van het Plein verplaatst naar de Turfmarkt. Daarvoor komen ook de routes Spui-Kalvermarkt-Turfmarkt (4 & I-1 & I-3)  en Hofweg-Spui-Turfmarkt-Kalvermarkt (I-2) in gebruik. Na de oorlog wordt de bocht Spui-Kalvermarkt gebruikt door lijn 4, 4A en I-1 & I-3. In 1959 wordt lijn 4 en 4A vervangen door lijn 16 en 17 (3e). Lijn 16 keert via de Turfmarkt. In 1961 verdwijnt lijn I-2, en in 1963 is lijn I-3 vervangen door lijn 36, die in 1966 veranderd in lijn 10. In 1965 veranderd lijn I-1 in lijn 37, en in 1966 in lijn 1. Lijn 10 rijd echter niet over de Kalvermarkt, en vanaf 1983 lijn 1 en 16 ook niet meer. Lijn 13 (4e) is in 1952 opgeheven, maar lijn 6 blijft tot de aanleg van de tramtunnel over de Kalvermarkt rijden. Vanaf 1976 ging lijn 3 permanent over de Kalvermarkt rijden, en in 1983 lijn 9. Tussen 1976 en 2001 reed lijn 7 (2e) er ook. Lijn 16 wordt in 1983 opgeheven, maar keert in 1996 terug. Vanaf 1999 heeft lijn 17 (5e) er ook gereden, en vanaf 2002 ook lijn 15. Anno 2022 rijden lijn 9 en 16 er.

#### Tweede helft

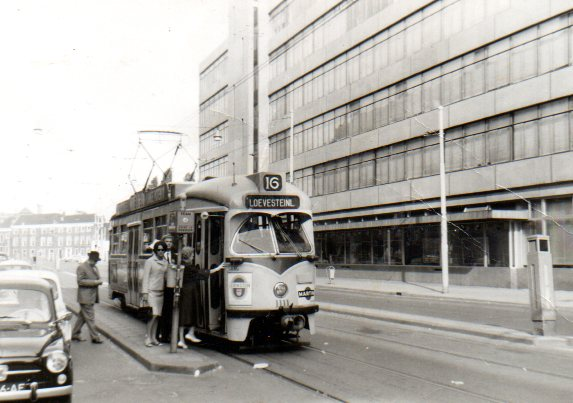
Tramhalte van lijn 16 op de Kalvermarkt in 1965. Rechts het Lummusgebouw, gesloopt in 1988

Na de Tweede Wereldoorlog verloederde de omgeving verder en werd besloten de noordkant van de markt te benutten voor de uitbreiding van het aan het Plein gevestigde Ministerie van Oorlog (nu Ministerie van Defensie). De uitbreiding werd ontworpen door Rijksbouwmeester Gijsbert Friedhoff en zijn assistent Mart Bolten en is in 1954 voltooid. De entree van het gebouw telt vier pylonen waarop tot in de jaren 1980 kunststenen beelden pronkten. Ze werden verwijderd omdat ze verweerden en niet goed verankerd waren. Na een onderbreking van een tiental jaren zijn deze begin 21ste weer gerestaureerd en teruggeplaatst. In 1956 werd het ministerie nogmaals uitgebreid met een hoekpand op de hoek van de Kalvermarkt en het Spui. Een tot nu toe laatste uitbreiding vond plaats op een braakliggend stukje op de hoek van de Korte Houtstraat. In 1987 werd hier een grijsgevelig 4 etages tellend gebouw geplaatst. Architect is H. Ritter.
Aan de zuidkant bevonden zich de Grote Brouwersstraat en de Kleine Brouwersstraat. Letterlijk te nemen aanduidingen, want er werd bier gebrouwen en de ene straat was veel smaller dan de ander. Beide straten kwamen op de Turfmarkt uit. Nadat het bierbrouwen vanaf 1881 elders in de stad werd voortgezet (bij de Zuid-Hollandsche Bierbrouwerij (ZHB) heeft er nog tot in de jaren 1930 een kurkfabriek gestaan. Na de Tweede Wereldoorlog is het grootste gedeelte afgebroken. Jarenlang stond hier een metershoge en honderden meters lange schutting met de tekst: ‘Deze bouwgrond is te verkrijgen. Inl. V. Speykstraat 75’ met vele tientallen meters aanplakbiljetten. Daarna verrees een tweedelig kantoorgebouw (bekend als het Lummus-gebouw, architecten Van den Broek en Bakema) dat doorliep tot de Turfmarkt. Tussen de gebouwen was parkeren mogelijk. Door de hoogte van het ministerie en het Lummus-gebouw kreeg de Kalvermarkt een streng en somber uiterlijk.
In 1934 verving de nieuwbouw van de ‘N.V. Hulshoff & Esselmann's Manufacturen & Beddenhandel’, ontworpen door A.J. Kropholler, een aantal zeer oude panden op de zuidelijke hoek van het Spui en de Kalvermarkt. Op de oude panden was de naam prominent geschilderd. Tevens stond er als muurschildering "Speciale Afdeeling Vakkleeding" te lezen.

#### Recente ontwikkelingen
De Lummus-panden werden gesloopt in 1988 en dat van Hulshoff in 1992, om plaats te maken voor het (tweede) nieuwe Haagse stadhuis. In de jaren 1990 verving deze nieuwbouw (architect Richard Meier) het kantoorgebouw. Tussen 1996 en 2004 werd onder de Kalvermarkt de Haagse tramtunnel met parkeergarage (het Souterrain) gegraven. De graafwerkzaamheden leidden tot enkele verzakkingen van het wegdek, afsluitingen en lekkages. De verkeersdoorbraken uit het verleden waren eind 20ste eeuw tot hinder geworden en met de afsluiting voor autoverkeer van de Grote Marktstraat verloor de Kalvermarkt een groot deel van haar betekenis voor het gemotoriseerd doorgaand verkeer. In november 2009 is de Kalvermarkt weer een doodlopende straat. Door het in werking stellen van het Haagse verkeerscirculatieplan is het met particuliere auto’s doorrijden naar het Spui niet meer mogelijk.
De Kalvermarkt was geruime tijd een van de Haagse straten waar niemand woonde, maar met de komst van appartementencomplex "Amadeus" is hier verandering in gekomen: de entree en postbussen van woongebouw Amadeus liggen aan de Kalvermarkt. In het Haagse Binnenstadsplan 2000-2010 wordt de Kalvermarkt een "scharnier" genoemd waarmee wordt bedoeld dat het tussen de twee entreeroutes vanaf het Centraal Station ligt (Turfmarkt enerzijds en Herengracht anderzijds) en een ontwikkellocatie zou kunnen zijn. De noordkant van de hoek met het Spui had het college van B&W in gedachte als nieuwbouwplek voor het Nationaal Historisch Museum. Nadat er andere plekken in Nederland in beeld kwamen voor de huisvesting van het NHM gingen de gedachten uit naar het vestigen van het Huis voor democratie en rechtsstaat op dezelfde plek. In 2013 is het defensiegebouw uit 1956 bebouwing afgebroken en een aanvang gemaakt met de bouw van een complex met winkels en appartementen.

## Galerij

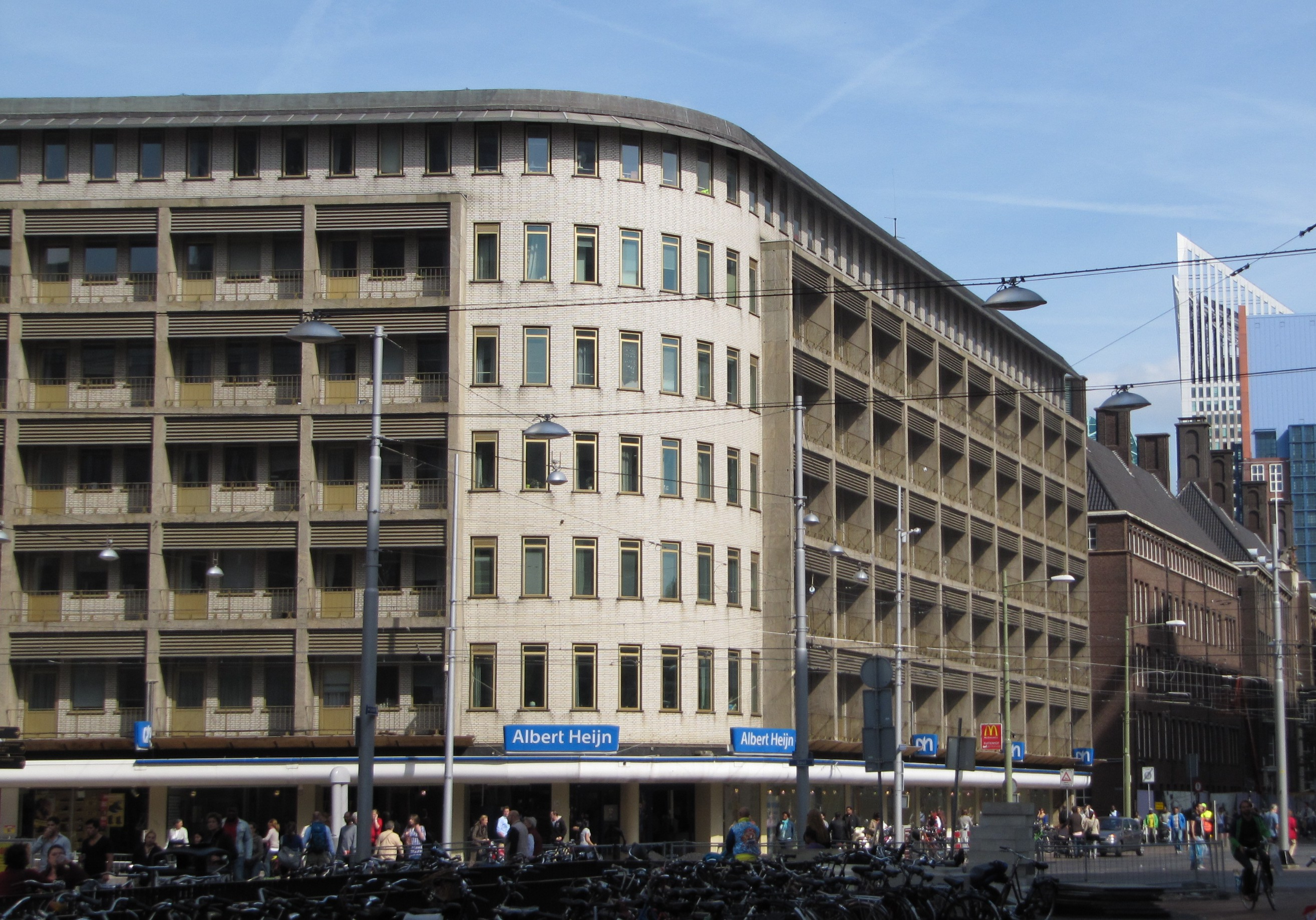
Uitbreiding Ministerie van Defensie op de hoek van het Spui en de Kalvermarkt, 1956, gesloopt in 2013 (2010)
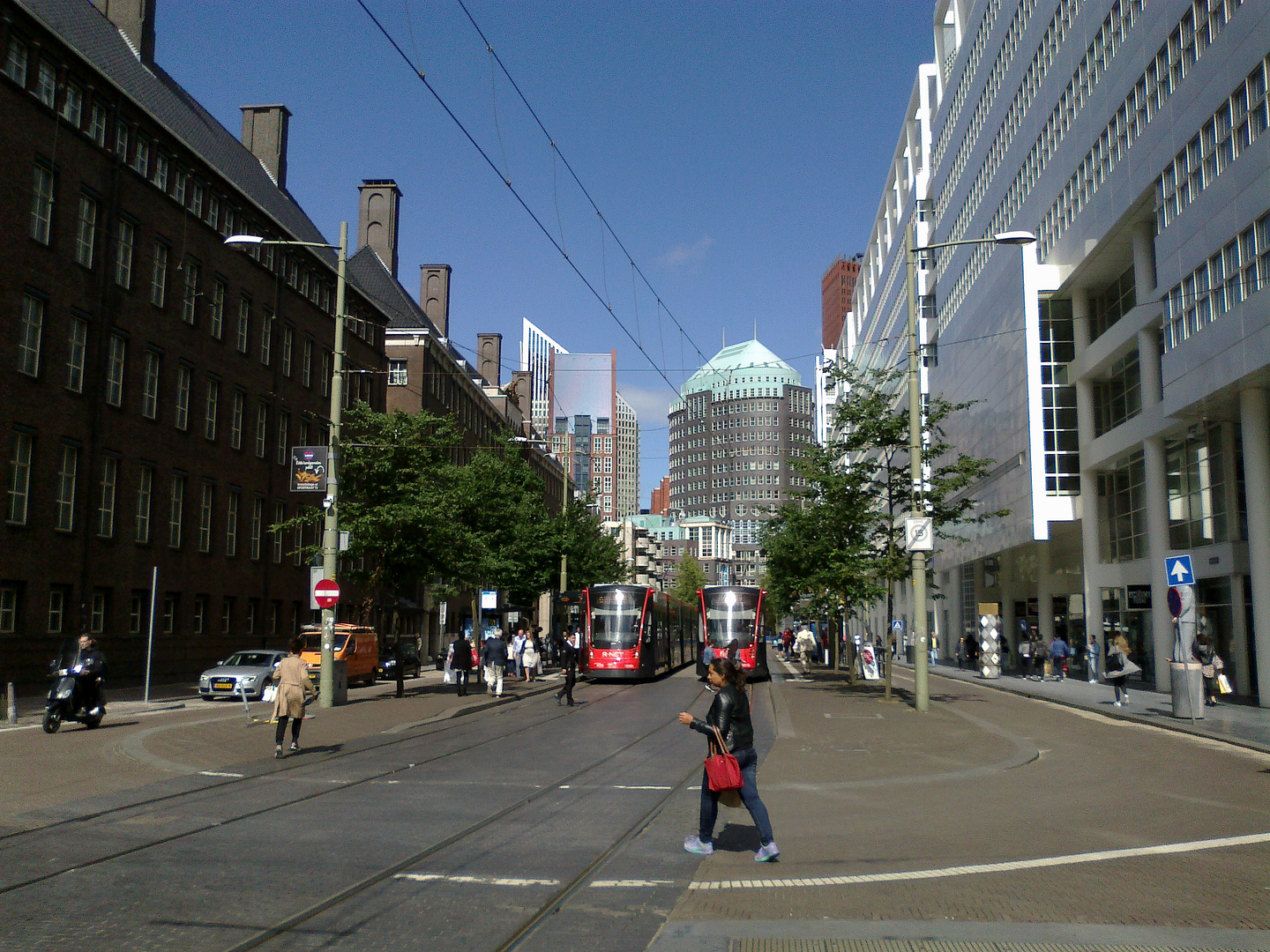
Tramhalte Kalvermarkt-Stadhuis in 2017. Links kantoren van het Ministerie van Defensie, rechts het Haagse stadhuis.
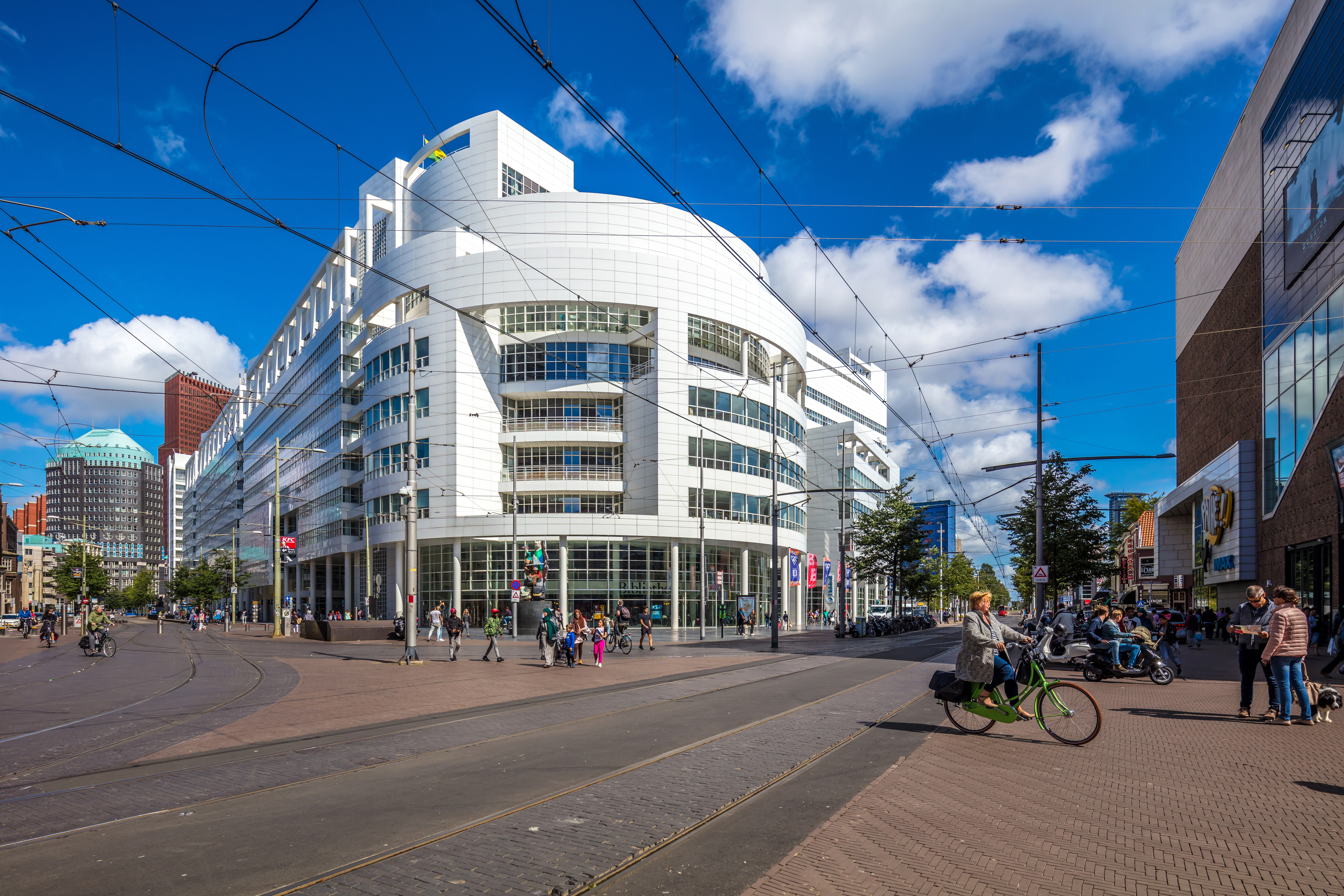
Stadhuis van Den Haag, met aan de linkerzijde de Kalvermarkt en rechts het Spui (2017)
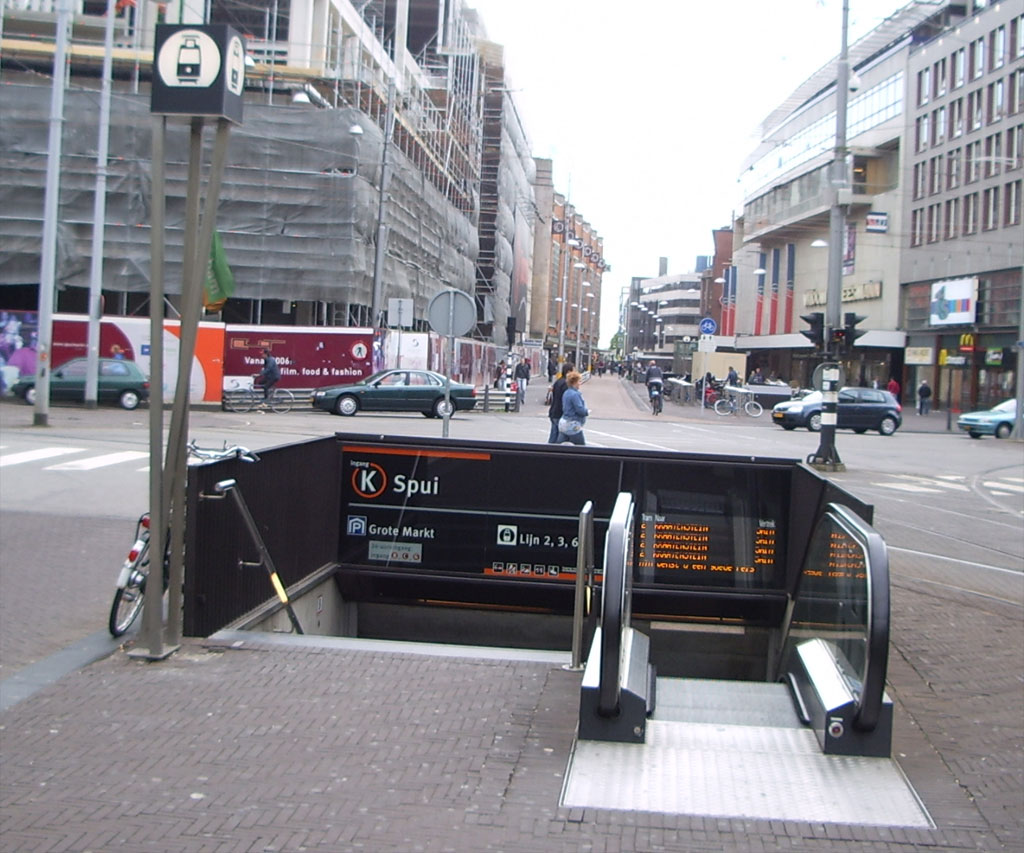
De ingang van station Spui (Haagse tramtunnel) aan de Kalvermarkt, met op de achtergrond de Grote Marktstraat in het verlengde van de Kalvermarkt (2006)
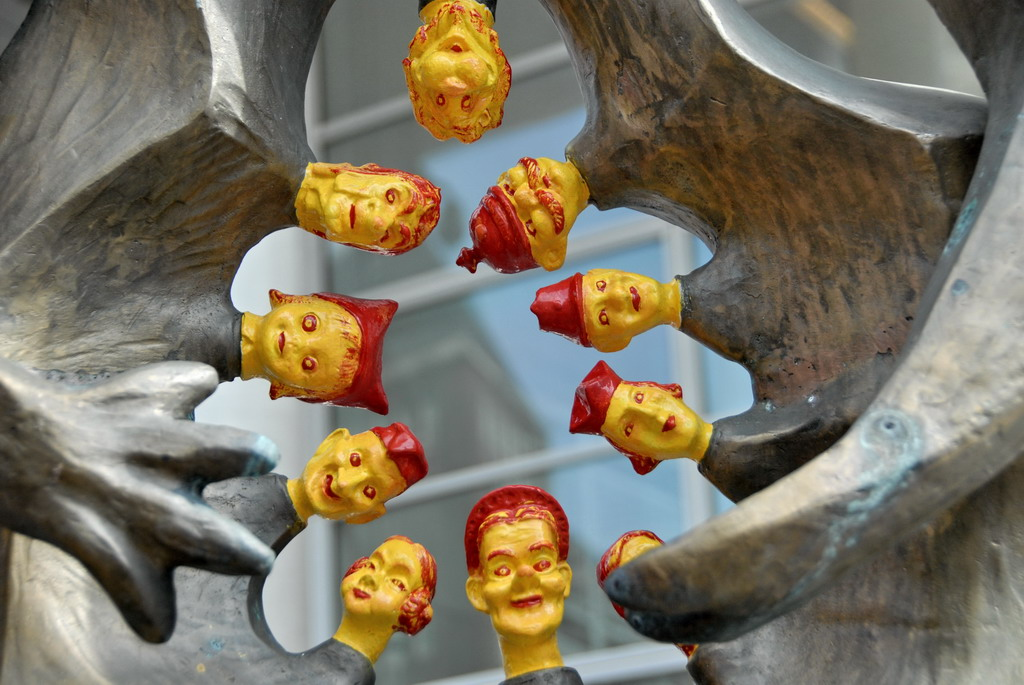
Detail van Tantratrijn, een sculptuur van Rob Birza op de Kalvermarkt (2008)

And Life Is Over There, Femmy Otten, Kalvermarkt, Den Haag (2017)